# Serédi Gáspár
Serédi Gáspár (? – ?, 1553. március 1.), nagybirtokos nemes.

## Életrajza
Serédi Gáspár pontos születési helye és ideje nem ismert. Tanulmányait Itáliában végezte, majd unokaöccsét, Alaghy Jánost, ki 1558 a Serédyek regéczi várnagya, majd Regéc várának ura lett Wittenbergbe küldte tanulni. A mohácsi csata után I. Ferdinánd mellett állt. 1526-tól 1553-ig a felsőmagyarországi főkapitányi tisztségét viselte és a hivatala utolsó éveiben az alkapitánya a versíró Sziráky Balázs volt. 1528-ban János királytól fegyverrel elfoglalta Likava, Trencsén, 1530-ban pedig Eger várát.
Serédi Gáspárnak Ferdinánd nagy birtokadományokat adott szolgálatai jutalmaként, 1541-ben Tokaj várát kapta meg, 1542-ben pedig neki adta az erdélyi püspökséget is.

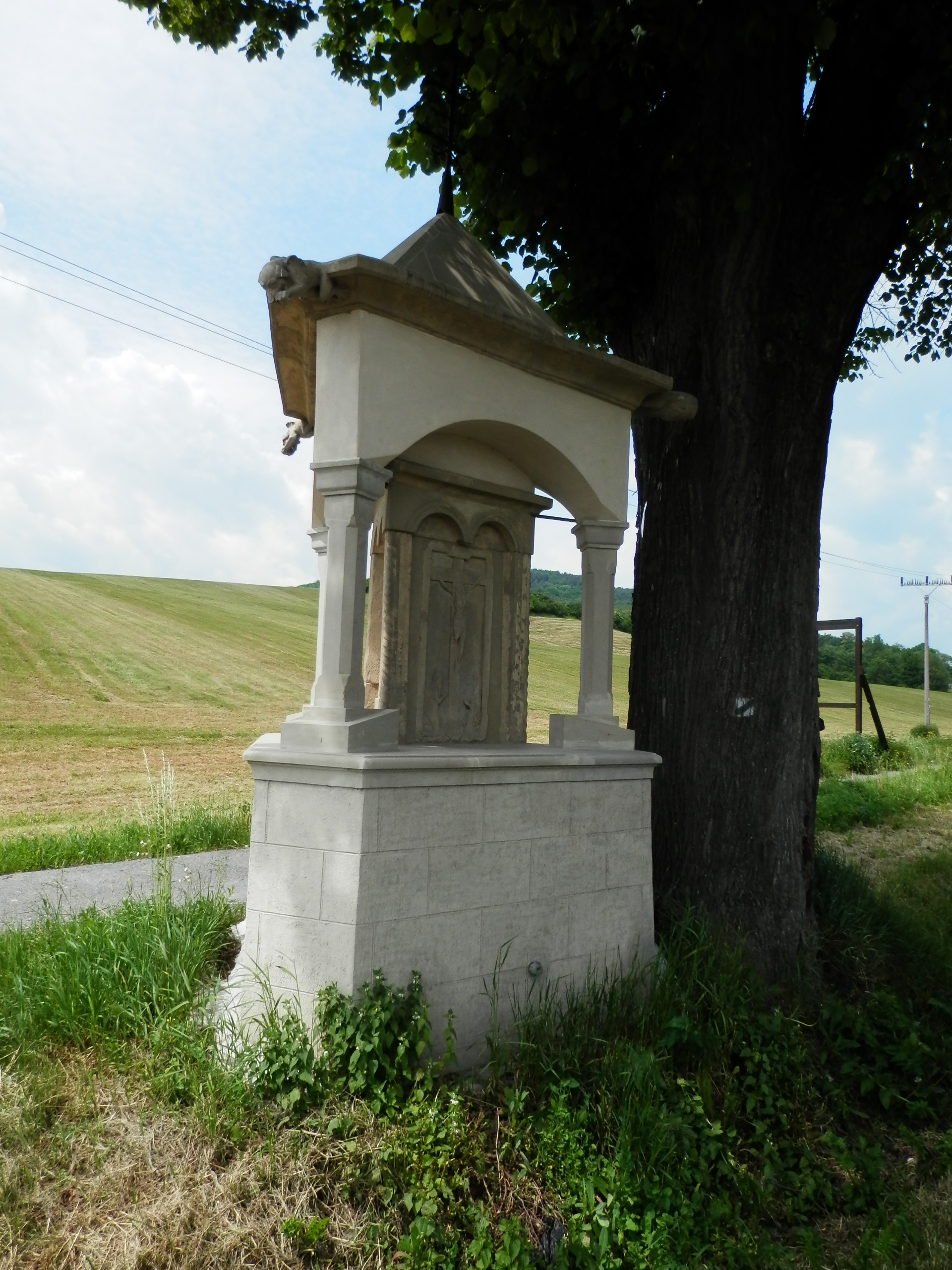
A bártfai emlékmű
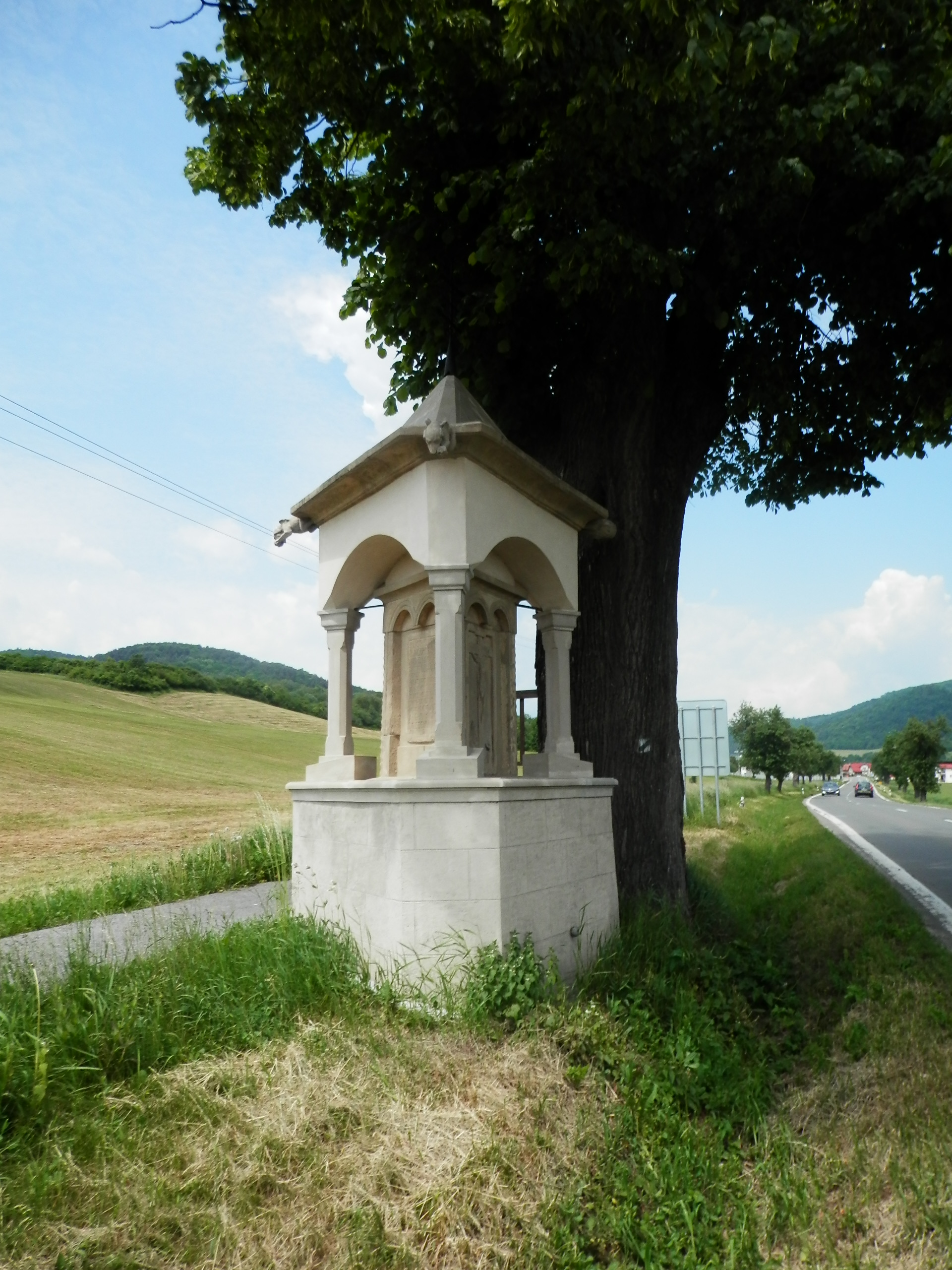

Unokaöccse Serédy Gáspár halála népmese (Szeredy Gáspár) ihletőjévé is vált. Halála helyén, a Bártfai úton, lánya Zsuzsanna állíttatott emlékművet.